# Євген Савойський
Євге́н Саво́йський (також — Еужен нім. Prinz Eugen von Savoyen, фр. François-Eugène de Savoie, італ. Principe Eugenio di Savoia-Carignano; 18 жовтня 1663, Париж, Французьке королівство — 21 квітня 1736, Відень) — савойський принц, австрійський полководець, генералісимус Священної Римської імперії франко-італійського походження.

## Початок кар'єри та Велика турецька війна
Народився у Парижі. Він був молодшим сином принца Євгена Моріса Савойського-Каріньянського графа де Суассона і його дружини Олімпії Манчіні, племінниці кардинала Джуліо Мазаріні. З боку батька Євген належав до стародавнього роду герцогів Савойських, будучи правнуком савойського герцога Карла Еммануїла I.
Після вигнання матері з Франції у зв'язку з справою про отрути 20-річний Євген вирушив на поля Великої турецької війни захищати обложений османами Відень, де під його командуванням бився полк драгунів. Після цього брав участь у звільненні Угорщини від османських військ у 1684—1688 роках.
1690 року його призначено командувачем австрійськими військами в Італії та з'єднався у військовому союзі з герцогом Савойським Віктором-Амадеєм. Останній всупереч порадам Євгена вступив з французами у бій при Стаффарді, був розбитий, і лише хоробрість та розпорядливість Євгена врятували союзні війська від остаточної загибелі.
У 1691 році примусив маршала Ніколя Катіна зняти облогу фортеці Коні; того ж 1691 року з авангардом армії герцога Савойського вторгся в Дофіне та оволодів кількома фортецями.
У 1697 здобув блискавичну перемогу над османами під Зентою, яка сприяла укладенню в 1699 році вигідного для Австрії Карловицького миру.

## Війна за іспанську спадщину
Під час Війни за іспанську спадщину 1701 року його призначено головнокомандувачем в Італії, де здійснив важкий перехід через Тридентські Альпи, та після перемог під Капрі та К'ярі зайняв Ломбардію до річки Оліо. Кампанію 1702 він почав раптовим нападом на Кремону, при якій був узятий у полон маршал Франсуа де Невіль; потім вельми майстерно оборонявся проти переважаючих сил герцога Вандома.
Призначений Президентом Гофкрігсрату, Євген прийняв ряд заходів, які врятували Австрію від найбільшої небезпеки, у яку поставило її повстання угорців та успіхи французів у Баварії.
1704 року разом з герцогом Мальборо Євген здобув перемогу під Гохштедтом, яка спричинила відділення Баварії від союзу з Людовіком XIV.
У 1705 році був посланий до Іспанії, де зупинив успіхи Вандома, а 1706 року здобув перемогу під Турином, яка змусила французів звільнити Італію.
1707 року він вторгся до Провансу та взяв в облогу Тулон, але безуспішно; 1708 року разом з Мальборо розбив Вандома при Ауденарді та взяв Лілль, а 1709 року завдав Віллару поразку під Мальплакою.
1712 року Євген був розбитий при Денені та 1714 року підписав Раштаттський мир.

## Кампанія проти Османської імперії. Пізні роки
1716 року він розбив османів під Петервардайном (нині — Нові-Сад) і взяв Темешвар, а наступного року здобув рішучу перемогу під Белградом. Ці перемоги завдали сильного удару могутності Османської імперії в Європі та привели в результаті до Пожаревацького миру.
До 1724 року він був штатгальтером в австрійських Нідерландах. Карл VI ставився до Євгена не з такою довірою, як Леопольд I і Йозеф I; ворожа йому партія при дворі посилилася, але все ж його вплив відчувався при вирішенні всіх важливих державних питань.
У 1726 році принц Євген, що був одним з лідерів русофільської партії при віденському дворі, уклав з Росією Віденський союзний договір.
У ролі головнокомандувача Євген з'явився ще раз у Війні за польську спадщину (1734—1735), але через хворобу незабаром його було відкликано.

## Риси характеру
Відмінні риси принца Євгена як полководця — сміливість та рішучість, заснована на глибокому розумінні супротивників та бойової обстановки, невичерпність у вишукуванні коштів для здійснення намічених планів, холоднокровність у найкритичніші хвилини та вміння прив'язати до себе серця солдатів.

## Пам'ять

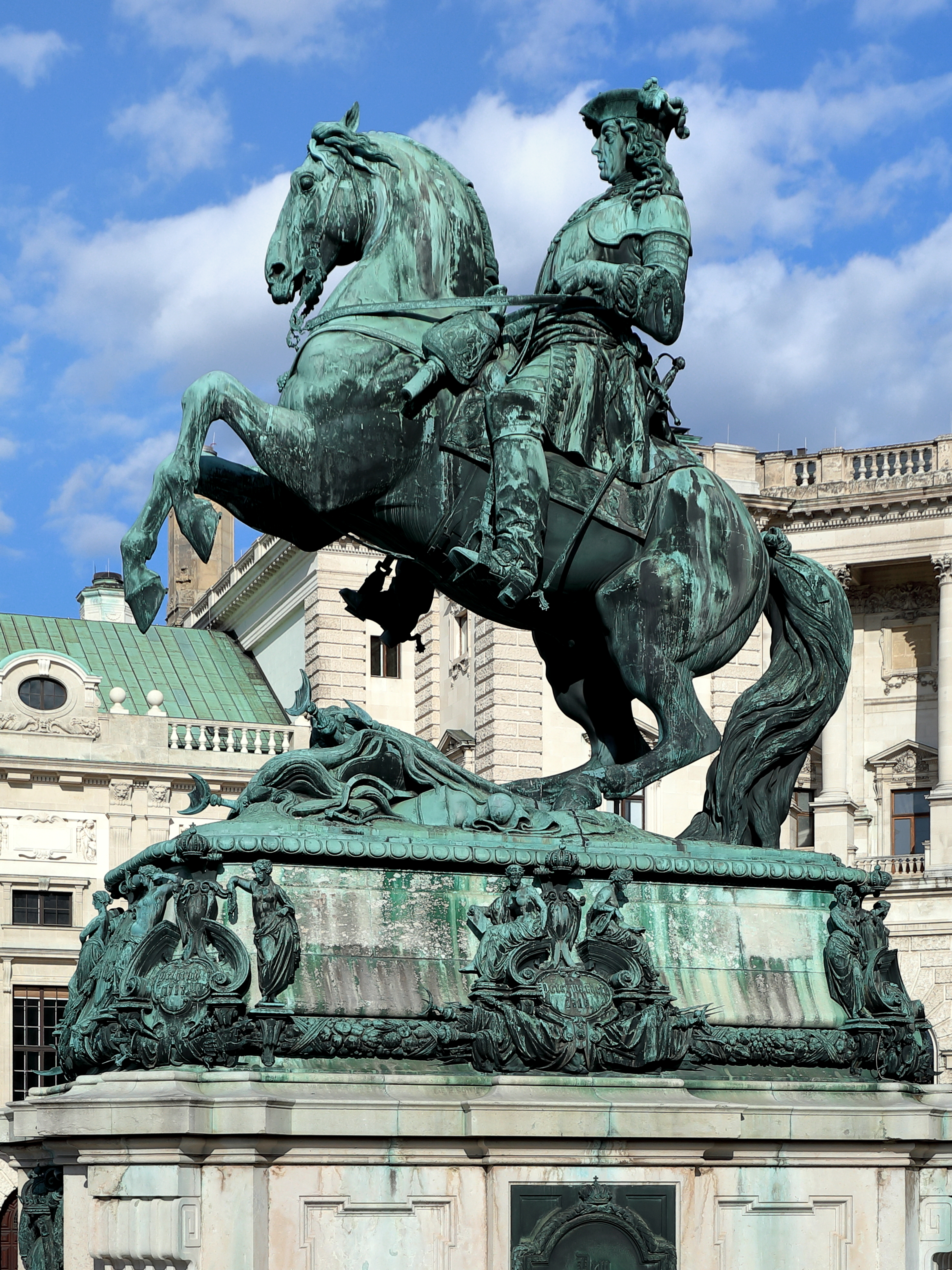
Пам'ятник принцу Євгену на Площі Героїв у Відні

Принцу Євгену встановлено пам'ятник у Відні (автор — Антон Домінік Фернкорн) і в Будапешті (автор — Йозеф Рона).
Ім'я принца носив дредноут австрійського флоту типу «Вірібус Унітіс».
У Великій Британії за часів Першої світової війни ім'ям принца Євгена був названий монітор «Prince Eugene».
У Третьому рейху ім'ям принца Євгена була названа 7-ма добровольча гірська дивізія СС «Принц Ойген» та важкий крейсер Крігсмаріне, а також 33-й танковий полк 9-ї танкової дивізії Вермахту, чиєю емблемою було символічне зображення вершника на коні.
В Італії ім'ям Євгена Савойського був названий один з легких крейсерів типу «Дюка д'Аоста» («Еудженіо ді Савойя») часів Другої світової війни.
Зберігся ряд палаців у стилі бароко, побудованих за замовленням Принца Євгена. Найвідомішим з них є розташований у Відні палац Бельведер. Найбільш великим — розташований за декілька кілометрів від Братислави (але на території Австрії) літній палац Шлосс Гоф.
Його ім'ям названі тропічні дерева роду Eugenia caryophyllata, ефірна олія яких — джерело пахучої сполуки евгенолу.
Про хороброго принца склали пісню, відому декількома мовами, які були популярними в Австрійській імперії, у тому числі і на латині. Пісня присвячена перемозі над османами під Белградом 1717 р.